# Lijst van gemeenten in de Métropole de Lyon
Hieronder volgt een Lijst van de 58 gemeenten in de Franse Métropole de Lyon (69M).

## A
Albigny-sur-Saône

## B
Bron

## C
Cailloux-sur-Fontaines
- Caluire-et-Cuire
- Champagne-au-Mont-d'Or
- Charbonnières-les-Bains
- Chary
- Chassieu
- Collonges-au-Mont-d'Or
- Corbas
- Couzon-au-Mont-d'Or
- Craponne
- Curis-au-Mont-d'Or

## D
Dardilly 
- Décines-Charpieu

## E
Écully

## F
Feyzin
- Fleurieu-sur-Saône
- Fontaines-Saint-Martin
- Fontaines-sur-Saône
- Francheville

## G
Genay
- Givors
- Grigny

## I
Irigny

## J
Jonage

## L
La Mulatière
- La Tour-de-Salvagny
- Limonest
- Lissieu
- Lyon

## M
Marcy-l'Étoile
- Meyzieu
- Mions
- Montanay

## N
Neuville-sur-Saône

## O
Oullins-Pierre-Bénite

## P
Poleymieux-au-Mont-d'Or

## Q
Quincieux

## R
Rillieux-la-Pape
- Rochetaillée-sur-Saône

## S
Saint-Cyr-au-Mont-d'Or
- Saint-Didier-au-Mont-d'Or
- Saint-Fons
- Saint-Genis-Laval
- Saint-Genis-les-Ollières
- Saint-Germain-au-Mont-d'Or
- Saint-Priest
- Saint-Romain-au-Mont-d'Or
- Sainte-Foy-lès-Lyon
- Sathonay-Camp
- Sathonay-Village
- Solaize

## T
Tassin-la-Demi-Lune

## V
Vaulx-en-Velin
- Vénissieux
- Vernaison
- Villeurbanne